# Brooklyn Pope
Pour les articles homonymes, voir Pope (homonymie).
Brooklyn Pope, née le 29 novembre 1989 à Fort Worth (Texas), est une joueuse américaine de basket-ball.

## Biographie
Après le lycée de Dunbar, elle choisit l'Université de Rutgers mais n'y passe qu'une année pour 2,1 points, 2,0 rebonds en 29 rencontres. Après une saison de redshirt, elle se révèle avec les Lady Bears de Baylor, où elle est coéquipière de Brittney Griner. En sophomore, elle débute 17 fois dans le cinq majeur. Elle participe à la campagne 2011-2012 qui voit l'équipe remporter ses 40 rencontres, le championnat de la Big 12 et le titre national NCAA. La saison suivante, les Bears remporte un second championnat de la Big 12 Conference mais s'inclinent dans le tournoi final. Elle fait ses meilleures sorties dans les matches à enjeu : 7 tirs réussis sur 10 contre 5 Notre Dame et un double-double contre Kansas.  
Elle améliore nettement ses statistiques en senior (adresse passée de 48,3 % à 54,6 %), son adresse aux lancers francs (de 48,1 % à 57,0 %), aux points (de 7,3 à 10,3) et aux interceptions, ce qui lui permet d'être sélectionnée en 28e position par le Sky de Chicago lors de la draft WNBA 2013, mais n'est pas conservée dans l'effectif professionnel. Elle déclare :  « J’aime travailler dur et j’ai pour ambition de jouer en WNBA en 2014. Il y a d’autres américaines dans les clubs français et je crois que l’adaptation au mode de vie ou à la nourriture n’est pas un problème. » Avec 11,0 et surtout 11,4 rebonds pas match, elle s'affirme comme une valeur sûre de Ligue 2.
Elle passe ensuite plusieurs saisons en Turquie à Canik puis à Edremit en 2015-2016. Sur les neuf rencontres avec ce dernier club, elle affiche des statistiques impressionnantes de 18,3 points et 16,2 rebonds de moyenne. Pour la saison suivante, elle s'engage avec Edirnespor.

## Clubs
- 2008-2009 :  Scarlet Knights de Rutgers
- 2009-2013 :  Bears de Baylor
- 2013-2014 :  Limoges ABC
- 2014-2015 :  Canik
- 2015-2016 :  Edremit
- 2016- :  Edirnespor

## Palmarès
- Championne de la Big 12 Conference (2012, 2013[3])
- Championne NCAA (2012[3])